# Übertragungsfunktion
Die Übertragungsfunktion oder auch Systemfunktion beschreibt in der ingenieurwissenschaftlichen Systemtheorie mathematisch die Beziehung zwischen dem Ein- und Ausgangssignal eines linearen dynamischen Systems in einem Bildraum.
Ein dynamisches System kann beispielsweise ein mechanisches Gebilde, ein elektrisches Netzwerk oder ein anderer biologischer, physikalischer oder auch volkswirtschaftlicher Prozess sein. Mithilfe der Übertragungsfunktion kann (alternativ zur Berechnung im Zeitbereich) für ein beliebiges Eingangssignal das Ausgangssignal, d. h. die Reaktion des Systems, einfacher bestimmt werden, als durch das Lösen von Differentialgleichungen. Außerdem: Teilsysteme, die grafisch in einem Signalflussplan angeordnet sind, lassen sich mit Hilfe von Übertragungsfunktionen durch einfache Rechenregeln umformen und zusammenfassen.
Für kontinuierliche Systeme ist der Bildraum gegeben durch die Laplace-Transformation. Eine Achse ist dabei der Fourier-Frequenzparameter iω. Daher ist die Übertragungsfunktion auch verwandt mit dem Frequenzgang eines Systems.
Für diskrete Systeme ist der Bildraum gegeben durch die z-Transformation.

## Allgemein
Unter einem System versteht man in der Systemtheorie abstrakt einen Vorgang, der ein Signal umwandelt bzw. überträgt. Das ihm zugeführte Signal wird dann Eingangssignal genannt und das entstehende Signal Ausgangssignal. Wie das Signal umgewandelt wird bzw. wie diese beiden Signale im Verhältnis zueinander stehen, wird durch die Übertragungsfunktion mathematisch beschrieben.
Die Übertragungsfunktion beschreibt das zeitliche dynamische Verhalten eines Systems. Mit ihr kann berechnet werden, wie ein beliebiges Eingangssignal durch das System umgewandelt wird bzw. welches Ausgangssignal es hervorruft. Sie beschreibt das dynamische Verhalten des Systems vollständig und unabhängig von den konkreten Signalen. Die Übertragungsfunktion bildet nur das mathematische Systemverhalten ab, aber nicht die einzelnen Komponenten des Systems. Umgekehrt sind auch die Details der Realisierung aus der Übertragungsfunktion nicht direkt ablesbar.
Übertragungsfunktionen kommen in den Ingenieurwissenschaften überall dort zum Einsatz, wo die Veränderungen von Signalen – egal ob beabsichtigt oder unbeabsichtigt – beschrieben oder berechnet werden. Sie werden meistens bei der Analyse von SISO-Systemen verwendet, typischerweise in der Signalverarbeitung, Regelungs- und Nachrichtentechnik, sowie der Kodierungstheorie. Alle Systeme, die man durch lineare Differential- oder Differenzengleichungen darstellen kann, können auf diese Weise mathematisch modelliert werden. Oft lässt sich der Vorgang, der das Signal verändert, näherungsweise durch ein lineares Modell beschreiben. Dann kann auf die Theorie der LZI-Systeme zurückgegriffen werden, sie sind analytisch leicht zugänglich und theoretisch gut erforscht.
Da LZI-Systeme nur die Amplitude und den Phasenwinkel der Frequenzanteile des Signals verändern, ist die Beschreibung im Frequenzbereich meist praktischer zu handhaben und auch kompakter. Die Beschreibung des Zeitverhaltens eines LZI-Systems kann im kontinuierlichen Fall durch lineare Differentialgleichungen erfolgen. Über die Laplace-Transformation kann sie in den Frequenzbereich überführt werden. Umgekehrt kann durch die inverse Laplace-Transformation aus der Übertragungsfunktion wieder das Zeitverhalten rekonstruiert werden.
Bei diskreten Systemen, wie es z. B. die meisten digitaltechnischen Systeme sind (z. B. Digitalfilter), ist das Verhalten des Systems nur zu bestimmten Zeitpunkten definiert. Solche Systeme können im Zeitbereich durch lineare Differenzengleichungen beschrieben werden und mithilfe der z-Transformation in den Bildbereich überführt werden.
Als Bindeglied zwischen kontinuierlichen und zeitdiskreten Übertragungsfunktionen stehen verschiedenen Transformationen wie die bilineare Transformation oder die Impulsinvarianz-Transformation zur Verfügung, um Übertragungsfunktionen, unter Beachtung bestimmter Einschränkungen, zwischen diesen beiden Formen überführen zu können.
Um die Übertragungsfunktion eines Systems zu erhalten, gibt es zwei Möglichkeiten:
1. Systemanalyse: Ist der innere Aufbau des Systems bekannt, kann man ihn mathematisch modellieren und daraus sein Verhalten berechnet werden.
2. Systemidentifikation: Bei bekannten Aus- und Eingangssignalen Y und X, die entweder gemessen oder vorgegeben sein können, erhält man die Übertragungsfunktion durch Bildung des Quotienten {\displaystyle {\tfrac {Y}{X}}}.

Beispiel
Ein einfaches Beispiel für eine gewollte Signalveränderung ist ein Tiefpass: Er filtert hohe Frequenzen aus einem Eingangssignal heraus und hinterlässt im Ausgangssignal nur die tieferen Frequenzanteile. Eine unbeabsichtigte Veränderung ist z. B. die Verzerrung bei der Übertragung durch einen Kanal (z. B. ein Kupferkabel, ein Glasfaserkabel oder auch eine Funkstrecke). Hier würde man sich grundsätzlich wünschen, dass der Kanal das Signal nicht verändert. Er tut dies jedoch, da er in der Realität nicht ideal ist. Solche Verzerrungen müssen dann entweder beim Sender oder am Empfänger kompensiert werden.

## Grundlagen

### Definition
Für kontinuierliche Systeme, die linear und zeitinvariant sind (d. h., das System zeigt zu jeder Zeit – bei gleicher Eingabe – das gleiche Verhalten), ist die Übertragungsfunktion definiert als
{\displaystyle G(s)={\frac {Y(s)}{U(s)}}={\frac {{\mathcal {L}}\{y(t)\}}{{\mathcal {L}}\{u(t)\}}}} oder alternativ in Operatorenschreibweise {\displaystyle Y(s)=G(s)\cdot U(s).}
Die Funktion Y(s) bzw. U(s) sind die Laplace-Transformierten des Ausgangs- bzw. Eingangssignals. G(s) ist der Quotient dieser beiden Größen und beschreibt das System dadurch.  (Die zweiseitige Laplace-Transformierte spielt in realen technischen Systemen eine untergeordnete Rolle, da technische Systeme kausal sind.)
Für zeitdiskrete LZI-Systeme, wie sie z. B. in der digitalen Signalverarbeitung verwendet werden, ist die Definition ähnlich, nur dass hierbei die z-Transformierten verwendet werden:
{\displaystyle G(z)={\frac {Y(z)}{X(z)}}={\frac {{\mathcal {Z}}\{y[k]\}}{{\mathcal {Z}}\{x[k]\}}}.}

### Herleitung über die Systemgleichungen (Systemanalyse)
Wenn der interne Aufbau des Systems bekannt ist, kann das Zeitverhalten durch die zugehörige Systemgleichung beschrieben werden. Im Fall von kontinuierlichen Systemen sind dies Differentialgleichungen, bei zeitdiskreten Systemen Differenzengleichungen. Wenn es sich dabei weiterhin um lineare Gleichungen handelt, ist das zugehörige System ebenfalls linear und gleichzeitig auch zeitinvariant – ein LZI-System.
Statt das Verhalten des Systems nun im Zeitbereich zu beschreiben, kann es stattdessen auch in den zugehörigen Frequenzbereich überführt und dort weiter analysiert werden. Mithilfe der transformierten Gleichung kann eine Lösung meist leichter gefunden werden und dadurch die Systemantwort für ein beliebiges Eingangssignal bzw. die Übertragungsfunktion bestimmt werden.
Für kontinuierliche Systeme verwendet man dazu standardmäßig die Laplace-Transformation, für zeitdiskrete Systeme die z-Transformation. Eine solche Beziehung zwischen Zeit- und Bildfunktion nennt man Korrespondenz. Da die analytische Bestimmung dieser Transformationen aufwendig ist und oftmals immer wieder die gleichen auftreten, existieren sogenannte Korrespondenztabellen, in denen häufig verwendete Transformationen nachgeschlagen werden können.
Die Anfangswerte der Systemgleichungen stellen den internen Zustand des Systems zu Beginn dar, z. B. den der internen Energiespeicher. In den meisten Fällen ist der Anfangszustand uninteressant für die Systemanalyse und man setzt voraus, dass alle Anfangswerte Null sind, d. h., die internen Energiespeicher des Systems seien leer.

### Signalverarbeitung (Systemidentifikation)
In der Signalverarbeitung besteht meist der Wunsch, ein gegebenes Eingangssignal in ein bestimmtes Ausgangssignal umzuwandeln bzw. das Spektrum des Eingangssignals auf eine bestimmte Art und Weise zu verändern. D. h. anders als bei der Systemanalyse ist zwar die Reaktion des Systems bekannt, nicht jedoch die Funktionsweise.
In diesem Fall ist die Systemgleichung (im Zeit- als auch im Frequenzbereich) unbekannt und sie wird aus Ein- und Ausgangssignal bestimmt.
Bei einem kontinuierlichen System bildet man dazu das Ein- und Ausgangssignal in den Frequenzbereich ab:
{\displaystyle X(s)={\mathcal {L}}\left\{x(t)\right\}\ {\stackrel {\mathrm {def} }{=}}\ \int _{-\infty }^{\infty }x(t)\mathrm {e} ^{-st}\,\mathrm {d} t}
{\displaystyle Y(s)={\mathcal {L}}\left\{y(t)\right\}\ {\stackrel {\mathrm {def} }{=}}\ \int _{-\infty }^{\infty }y(t)\mathrm {e} ^{-st}\,\mathrm {d} t.}
Das Ausgangssignal hängt dann vom Eingangssignal über die Übertragungsfunktion ab:
{\displaystyle Y(s)=G(s)\cdot X(s).}
Und durch Umstellen erhält man selbige:
{\displaystyle G(s)={\frac {Y(s)}{X(s)}}.}
Das Verfahren funktioniert äquivalent bei zeitdiskreten Systemen, indem man hier die z-Transformierte der Signale verwendet.

## Darstellungsformen
Die Übertragungsfunktion kann entweder als mathematische Formel oder als graphische Kurven angegeben werden. Bei der formalen Darstellung wählt man üblicherweise zwischen der Polynomdarstellung, ihrer Produktdarstellung oder der Partialbruchzerlegung.
Die graphische Darstellung wird Bode-Diagramm genannt und besteht aus der Beschreibung der Amplitudenverstärkung und der Phasenverschiebung, die das Eingangssignal erfährt.
| Darstellungsform | Notation im Frequenzbereich |
| ---------------- | --- |
| Polynom          | {\displaystyle G(s)={\frac {b_{m}s^{m}+b_{m-1}s^{m-1}+\dotsb +b_{1}s+b_{0}}{a_{n}s^{n}+a_{n-1}s^{n-1}+\dotsb +a_{1}s+a_{0}}}}              |
| Pol-Nullstellen  | {\displaystyle G(s)=k\cdot {\frac {(s-s_{0,1})(s-s_{0,2})\dotsm (s-s_{0,m})}{(s-s_{\infty ,1})(s-s_{\infty ,2})\dotsm (s-s_{\infty ,n})}}} |
| Partialbruch     | {\displaystyle G(s)={\frac {A_{1}}{s-s_{\infty ,1}}}+{\frac {A_{2}}{s-s_{\infty ,2}}}+\dotsb +{\frac {A_{n}}{s-s_{\infty ,n}}}}            |

In der Produktdarstellung lassen sich sehr leicht die Pol- und Nullstellen der Funktion auslesen. Die Darstellung in Partialbrüchen ist vor allem für die Rücktransformation in den Zeitbereich geeignet.

## Beispiele

### Systemanalyse
Kontinuierliches LZI-System
Ein System sei durch folgende DGL beschrieben:
{\displaystyle y''(t)+a_{1}y'(t)+a_{0}y(t)=b_{1}x'(t)+b_{0}x(t).}
Dabei seien {\displaystyle a_{n},b_{m}} reellwertige Konstanten.
Die Laplace-Transformierte der Differentialgleichung lautet
{\displaystyle {\begin{aligned}{\mathcal {L}}{\{y''(t)\}}+a_{1}{\mathcal {L}}{\{y'(t)\}}+a_{0}{\mathcal {L}}{\{y(t)\}}&=b_{1}{\mathcal {L}}{\{x'(t)\}}+b_{0}{\mathcal {L}}{\{x(t)\}}\\\Leftrightarrow \quad (s^{2}Y(s)-sy_{0}-y_{1})+a_{1}(sY(s)-y_{0})+a_{0}Y(s)&=b_{1}(sX(s)-x_{0})+b_{0}X(s).\end{aligned}}}
Dabei seien alle Anfangswerte {\displaystyle y^{(k)}=0\;k=0\dots n-1} und {\displaystyle x(0^{-})=0}. Eingesetzt erhält man:
{\displaystyle Y(s)(s^{2}+a_{1}s+a_{0})=X(s)(b_{1}s+b_{0}).}
Laut Definition ist die Übertragungsfunktion der Quotient Y/X, teilt man auf beiden Seiten entsprechend, erhält man:
{\displaystyle G(s):={\frac {Y(s)}{X(s)}}={\frac {b_{1}s+b_{0}}{s^{2}+a_{1}s+a_{0}}}.}
Zeitdiskretes LZI-System
Ähnlich dem kontinuierlichen System oben sei die Systemfunktion eines diskreten LZI-Systems durch folgende Differenzengleichung beschrieben:
{\displaystyle y[k]+a_{1}y[k-1]+a_{0}y[k-2]=x[k]+b_{0}x[k-1]+b_{1}x[k-2].}
Dabei seien {\displaystyle a_{n},b_{m}} reellwertige Konstanten.
Die z-Transformierte der Differenzengleichung lautet dann
{\displaystyle {\begin{aligned}Y(z)+a_{1}Y(z)z^{-1}+a_{0}Y(z)z^{-2}&=X(z)+b_{0}X(z)z^{-1}+b_{1}X(z)z^{-2}\\Y(z)(1+a_{1}z^{-1}+a_{0}z^{-2})&=X(z)(1+b_{0}z^{-1}+b_{1}z^{-2}).\end{aligned}}}
Durch Umformen erhält man die Übertragungsfunktion
{\displaystyle G(z)={\frac {Y(z)}{X(z)}}={\frac {1+b_{0}z^{-1}+b_{1}z^{-2}}{1+a_{1}z^{-1}+a_{0}z^{-2}}}.}

### Häufig verwendete Übertragungsfunktionen
In der Signalverarbeitung und Nachrichtentechnik:
- Butterworth-Filter,
- Bessel-Filter,
- Cauer-Filter,
- Tschebyscheff-Filter,
- Gaußfilter,
- Raised-Cosine-Filter.

In der Regelungstechnik:
- P-Glied
- I-Glied
- D-Glied
- PT1-Glied
- PT2-Glied
- Totzeit-Glied